# XXX: Return of Xander Cage
El filme también es el primero en ser producido por Revolution Studios en casi diez años desde la cinta de 2007 The Water Horse: Legend of the Deep.

## Sinopsis
El atleta extremo que se volvió agente del gobierno, Xander Cage, que se cree muerto hace mucho tiempo, sale de un exilio autoimpuesto como reclutado por la CIA para enfrentar al villano Xiang, para recuperar un arma poderosa conocida como "La Caja de Pandora ", que puede controlar los satélites militares que podrían causar daños catastróficos. Tras la contratación de un grupo de compañeros en busca de emociones (un francotirador y un hacker), Xander se ve envuelto en una conspiración mortal de la corrupción de los gobiernos del mundo, incluyendo los iniciados en el gobierno de su propio país.

## Reparto
- Vin Diesel como Xander Cage / xXx.[1]
- Donnie Yen como Xiang.
- Ice Cube como Darius Stone / anterior xXx.
- Tony Jaa como Talon.[2]
- Samuel L. Jackson como Agente Augustus Eugene Gibbons de la NSA.[3]
- Nina Dobrev como Rebecca «Becky» Clearidge.[4]
- Ruby Rose como Adele Wolff.[4]
- Deepika Padukone como Serena Unger.[2]
- Rory McCann como Tennyson «The Torch».
- Al Sapienza como Director de la CIA.
- Michael Bisping como Hawk.
- Kris Wu como Harvard «Nicks».
- Hermione Corfield como Ainsley.
- Ariadna Gutiérrez como Lola.
- Toni Collette como Jane Marke.
- Nicky Jam como Lazarus.
- Tony Gonzalez como Paul Donovan.
- Andrey Ivchenko como Red Erik.
- Neymar como él mismo.

## Producción

### Desarrollo
Aunque el personaje de Xander Cage fue supuestamente muerto en la secuela para explicar su ausencia, Vin Diesel había anunciado en 2006 que iba a regresar como Xander Cage en una segunda secuela, titulada xXx: The Return of Xander Cage. Inicialmente no sólo Diesel regresaría, sino también el director de xXx, Rob Cohen. Diesel había dicho que el estilo y la música también serían similares a la de la película original, más de lo que los fanes quieren, con énfasis en acrobacias extremas y con una banda sonora de heavy metal. Joe Roth estaba en conversaciones para producirla. Durante una entrevista en diciembre de 2008, Cohen había dicho: «ahora estamos escribiendo un guión con los chicos que escribieron Terminator 3: La rebelión de las máquinas y Terminator Salvation. Así que vamos a hacer otro Xander Cage XXX. Vamos a hacerlo acelerar un poco y traer de vuelta al tipo de deportes extremos que ha sido readaptado para ser un espía». El 10 de junio de 2009 Cohen se retiró de la producción, para así poder dirigir la película de acción Medieval. El 26 de agosto de 2009 SlashFilm anunció que Ericson Core sería el director y que la producción comenzaría a principios de 2010.
En abril de 2010 se reveló que la tercera película sería financiada por Paramount Pictures en lugar de Sony y que se rodaría en 3D. Mientras tanto, Rob Cohen había regresado como director. Vin Diesel sería productor, junto a otros, mientras que Gloria S. Borders, Scott Hemming, Ric Kidney y Vince Totino servirían como productores ejecutivos.

### Rodaje y casting
En enero de 2014 Vin Diesel confirmó que trabajaría en una secuela tentativamente titulada xXx: The Return of Xander Cage. El 23 de agosto de 2015 Vin Diesel anunció en su página de Instagram que había llegado el momento de regresar y que el rodaje comenzaría en diciembre. El 10 de octubre de 2015 se informó que el director D.J. Caruso dirigiría la cinta. Diesel anunció que el luchador de UFC Conor McGregor fue incluido en un papel y que Jackson repetiría su papel como Gibbons. El 1 de enero de 2016 Twitch reportó que Tony Jaa, Donnie Yen y Deepika Padukone interpretarían papeles en la cinta. Una semana después, Nina Dobrev y Ruby Rose también fueron incluidos al elenco. Dobrev interpreta a una ingeniosa y sarcástica aficionada a la tecnología, mientras que Padukone interpreta a una antigua amante de Cage que pasa a ser cazadora. Rose interpreta a una francotiradora.

## Estreno
En febrero de 2016 Paramount Pictures anunció que la cinta sería estrenada el 20 de enero de 2017.